# Mark Pryor
Pour les articles homonymes, voir Pryor.
Mark Pryor, né le 10 janvier 1963 à Little Rock (Arkansas), est un homme politique américain, membre du Parti démocrate et sénateur de l'Arkansas au Congrès des États-Unis de 2003 à 2015.

## Biographie
Mark Pryor est le fils de l'ancien sénateur et gouverneur de l'Arkansas David Pryor. De 1991 à 1995, il est membre de la Chambre des représentants de l'Arkansas, puis procureur général d'État de 1999 à 2003.
Lors des élections sénatoriales de novembre 2002, Mark Pryor est le seul candidat démocrate à battre un sénateur sortant membre du Parti républicain, en l'occurrence Tim Hutchinson, dont la popularité auprès de l'électorat conservateur est entachée par son divorce durant son mandat. Pryor fait ainsi son entrée au Sénat en janvier 2003 et est réélu en novembre 2008. Candidat à un troisième mandat, il n'obtient que 39,4 % des voix lors des élections sénatoriales du 4 novembre 2014. Il est battu par le jeune républicain Tom Cotton, alors représentant fédéral, qui l'emporte avec plus de 56 %.
Mark Pryor est l'un des quelques sénateurs démocrates publiquement hostiles à l'avortement.